# タンオーク

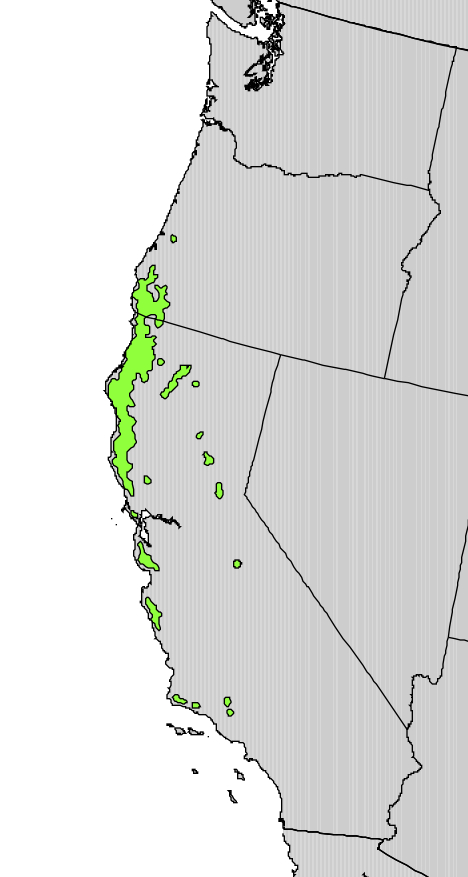
タンオークの自然分布域

タンオークは、アメリカ合衆国の西海岸（オレゴン州・カリフォルニア州）に自生するブナ科ニセマテバシイ属の樹木。堅果（ドングリ）は直径 2 - 3センチメートルで、味は非常に苦く食用には適さない。

## 特徴
アメリカ合衆国のオレゴン州南部とカリフォルニア州北部の海に面した湿度の高い丘に分布する。常緑広葉樹で、オークとヨーロッパグリの特徴を兼ね備えているのが特徴。樹高が50メートル (m) にもなる個体もあり、枝は曲がりくねって、十分な空間があれば大きく広がった樹冠をつくる。樹皮は灰褐色で厚く、古木になると亀裂が入る。葉の縁には鋸歯があり、若葉のうちは裏面に毛が密に生えている。尾状花序には黄色い雄花がびっしりとつき、花序の基部に雌花がかたまってつく。雌花はやがて小鳥の卵ほどの大きさの堅果（ドングリ）となり、熟してくると殻斗（いわゆるドングリのぼうし）はひだ飾り状になる。

## 利用
ドングリはタンパク質と炭水化物、および脂質に富み、この地域の先住民は伝統的にサケとともに主食にしていた。ドングリは細かく砕いてから水にさらしてアクを抜いてから調理し、スープや粥した。19世紀にはゴールドラッシュでヨーロッパからの移民者が増えると、豚肉の需要が高まり、ドングリはブタの飼料に利用されるようになった。
またタンニンを採るのに適した木でもあり、採ったタンニンは特に靴底や鞍にする硬い皮材をなめすのに適した。1860年代にはカリフォルニアで生産される皮の需要が高まった影響で、タンオークは過剰に伐採されたため、1920年代になるとタンニンの供給不足でアメリカの皮革産業の衰退が始まるほどであった。
タンオーク材は強度に優れ、木目が細かいため、第二次世界大戦後に多くの木が植えられた。しかし、木材の市場は成長が早い針葉樹のほうに需要があったため、植樹されてきたタンオークは、その100年後には無価値の雑木に成り果ててしまった。そこで林業者が枯葉剤を撒いてタンオークを枯らしたところ、生態系のバランスが崩れてしまい、残った木が感染症にかかりやすくなっていた。1990年代以降は、カシ突然枯死病菌（Phytophthora ramorum）という真菌に似た微生物によって、数百本ものタンオークが衰弱して枯死してしまう「オーク突然死病」の被害を受けている。

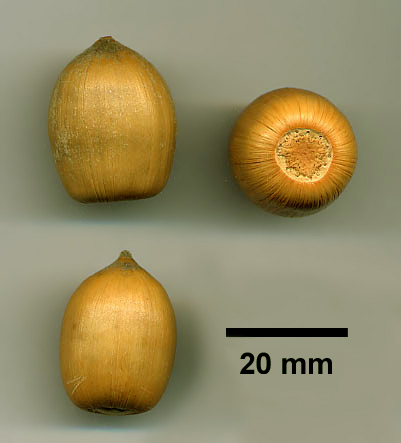
タンオークの堅果